# Japanse koolmees
De Japanse koolmees (Parus cinereus minor) is een zangvogel uit de familie Paridae (mezen). Dit taxon werd in 1848 door Coenraad Jacob Temminck en Hermann Schlegel als aparte soort Parus minor ("Mésange charbonnière du Japon") beschreven. De eerder als ondersoorten van P. minor beschreven taxa  P. c. dageletensis,  P. c. kagoshimae, P. c. amamiensis, P. c. okinawae,  P. c. nigriloris, P. c. tibetanus,  P. c. commixtus en  P. c. nubicolus uit Oost-Azië en Zuidoost-Azië zijn daardoor ook ondersoorten van de grijze koolmees geworden. Op grond van diverse publicaties tussen 2005 en 2020 over dit soortencomplex, deels gebaseerd op moleculair genetisch onderzoek, wordt deze vogel beschouwd als een ondersoort van de grijze koolmees (P. cinereus).
Over deze indeling in soorten en ondersoorten is geen consensus. De IUCN beschouwt het soortencomplex van de grijze koolmees als ondersoorten van de koolmees (P. major)  